# Untersuchung des Werks von Herbert Quain
Untersuchung des Werks von Herbert Quain (spanischer Originaltitel: Examen de la obra de Herbert Quain) ist eine Erzählung des argentinischen Schriftstellers Jorge Luis Borges, die 1941 in der Sammlung Der Garten der Pfade, die sich verzweigen (El jardín de los senderos que se bifurcan) und 1944 in deren Erweiterung Fiktionen (Ficciones) veröffentlicht wurde. Die Erzählung ist eine für Borges charakteristische „Fußnote zu imaginären Büchern“ und beschreibt im Gewand eines kritischen Essays die zwischen 1933 und 1939 entstandenen imaginären Werke des Herbert Quain, einer imaginären Figur.

## Inhalt
Herbert Quain, ein irischer Schriftsteller, ist in Roscommon gestorben. Es scheint dem Erzähler, der auch in Kontakt mit Quain stand, nicht verwunderlich, dass die Nachrufe im The Times Literary Supplement und im Spectator wenig umfangreich und wohlwollend waren, obwohl Quain sich für brillant hielt und immer versuchte, seine Leser mit seinen Büchern zu überraschen. Also beginnt die knappe Untersuchung seines Werks.
Quains erstes Buch, The God of the Labyrinth, hat einige Längen und wurde 1933 zeitgleich mit Ellery Queens Roman The Siamese Twin Mystery veröffentlicht, weshalb es zunächst nur wenig Beachtung fand. Aufgebaut wie ein Kriminalroman, wird dem Leser erst nach der klassischen Auflösung der entscheidende Hinweis gegeben. Er erkennt, dass sich der Detektiv irrt, und kann den Fall nach erneuter Lektüre selbst auflösen.
April March von 1936 ist ein noch ungewöhnlicheres Werk. Es besteht nur aus einem dritten Teil, und seine verzweigte Struktur ist Quain zufolge den Gesetzen des Spiels, also der „Symmetrie, der Willkür und dem Überdruß“ unterworfen. Der antichronische Roman bietet neun Lesarten mit je anderer Stilistik und anderem Ende, wobei die Handlungsstränge dem Erzähler zufolge erhebliche Qualitätsunterschiede aufweisen.
Die Komödie in zwei Aufzügen The Secret Mirror von 1938, bei dem die Figuren des ersten Aufzugs im zweiten unter anderen Namen auftauchen, erinnert stilistisch an die Epigramme Oscar Wildes. Der Plot des zweiten Aufzugs verläuft parallel zu dem des ersten, die Atmosphäre ist jedoch bedrückender. Es stellt sich heraus, dass der erste Aufzug nur eine Fantasie einer Figur im zweiten Aufzug war. Das Stück wurde dem Erzähler zufolge fälschlicherweise oft psychoanalytisch interpretiert.
Im Jahr 1939 veröffentlichte Quain sein originellstes und zugleich am schwersten zugängliches Werk, Statements, bestehend aus acht Erzählungen mit frustrierendem Ausgang. Der Erzähler bekennt, dass er sich davon zu einer eigenen Erzählung in seinem Sammelband Der Garten der Pfade, die sich verzweigen inspirieren ließ.

## Analyse
„Ein mühseliger und strapazierender Unsinn ist es, dicke Bücher zu verfassen; auf
fünfhundert Seiten einen Gedanken auszuwalzen, dessen vollkommen ausreichende
Darlegung wenige Minuten beansprucht. Besser ist es, so zu verfahren, daß man so tut,
als gäbe es diese Bücher bereits, und ein Résumé, einen Kommentar vorlegt. (...) Aus
größerer Gewitztheit, größerer Unbegabtheit, größerer Faulheit habe ich das Schreiben
von Anmerkungen zu imaginären Büchern vorgezogen.“

Borges’ Erzählung ist ein Pastiche eines literaturkritischen Essays und somit ein für Borges typisch postmodernes Spiel mit Identitäten, mit der Realität und mit den Erwartungen des Lesers. Dass sowohl Herbert Quain als auch seine Werke imaginär sind, geht nicht unmittelbar aus dem scheinbaren Essay hervor. Es ergibt sich eine metaliterarische Reflexion der Bedeutung von Autorschaft in Zeiten des Poststrukturalismus. Dies kann auch absurde oder paradoxe Züge annehmen, beispielsweise wenn Borges’ Schöpfung Quain zur Inspirationsquelle für ein Werk des Erzählers (eines fiktionalisierten Borges) erklärt wird.
Die Ausführungen zu Quains Kriminalroman The God of the Labyrinth wirken wie ein Destillat der Roman-Rezensionen, die Borges in den späten 1930er-Jahren für die Wochenzeitung El Hogar verfasste. Borges war einer der ersten Schriftsteller am Ende der klassischen Moderne, der dem bis dato oft als Trivialliteratur betrachteten Genre des Kriminalromans interessiert begegnete.
Quains April March gilt wegen der nichtlinearen Struktur, die den Leser zur Interaktion mit dem Text zwingt, als ein konzeptueller Vorläufer der Hypertext-Literatur mit ihrer Möglichkeit zur assoziativen Vernetzung.

## Sonstiges
Der Protagonist von José Saramagos Roman Das Todesjahr des Ricardo Reis liest auf einer Schifffahrt von Buenos Aires nach Lissabon Herbert Quains The God of the Labyrinth.

### Ausgaben
- Ficciones, Rayo 2008, ISBN 978-0061565373
- Ficciones, Alianza Editorial 1987, ISBN 978-8420633121
- Erzählungen: Universalgeschichte der Niedertracht. Fiktionen. Das Aleph (Gesammelte Werke, Band 5), Hanser 2000, ISBN 978-3446198784
- Fiktionen: Erzählungen 1939-1944, Fischer 1992, ISBN 978-3596105816

### Sekundärliteratur
- Horst-Jürgen Gerigk: Entwurf einer Theorie des literarischen Gebildes, de Gruyter 1975, ISBN 978-3110057683 (darin ein Abschnitt zu Borges’ Erzählung)
- Eva Horn: Das Geheimnis und sein Verrat. Über einige Figuren bei Borges, in: Renate Lachmann, Stefan Rieger (Hrsg.): Text und Wissen: Technologische und anthropologische Aspekte. Narr 2003, S. 243–263, ISBN 978-3823357155
- Adelheid Schaefer: Phantastische Elemente und ästhetische Konzepte im Erzählwerk von J. L. Borges, Humanitas 1973, ISBN 978-3799702201